# زهور الحرب
زهرات الحرب أو زهور الحرب فيلم تدور أحداثه في الصين عام 1937 إبان الحرب الصينية اليابانية الثانية حيث يصل متعهد دفن الموتى جون (كريستيان بيل) إلى إحدى الكنائس الكاثوليكية بمدينة نانجينغ لإعداد دفن كاهنها المتوفى ولكنه يجد نفسه بين مجموعتين طالبات الكنيسة وعاهرات قدمن فرارا من ويلات الحرب، وأمام همجية الجيش الياباني يضطر للإدعاء بأنه الكاهن الذي يقوم بشؤون الكنيسة لإنقاذ الفتيات، ليشاهد بعينيه معنى التضحية والشرف من قبل العاهرات لإنقاذ فتيات الكنيسة.

## روابط خارجية
- زهور الحرب على موقع IMDb (الإنجليزية)
- زهور الحرب على موقع ميتاكريتيك (الإنجليزية)
- زهور الحرب على موقع الموسوعة البريطانية (الإنجليزية)
- زهور الحرب على موقع روتن توميتوز (الإنجليزية)
- زهور الحرب على موقع نتفليكس (الإنجليزية)
- زهور الحرب على موقع قاعدة بيانات الأفلام العربية
- زهور الحرب على موقع ألو سيني (الفرنسية)
- زهور الحرب على موقع أول موفي (الإنجليزية)
- زهور الحرب على موقع بوكس أوفيس موجو (الإنجليزية)
- زهور الحرب على موقع فيلمافينيتي (الإسبانية)